# UFC 171
UFC 171: Hendricks vs. Lawler fue un evento de artes marciales mixtas celebrado por Ultimate Fighting Championship el 15 de marzo de 2014 en el American Airlines Center en Dallas, Texas.

## Historia
La pelea por el Campeonato de Peso Semipesado entre el actual campeón Jon Jones y Glover Teixeira estaba vinculada como el evento estelar de los eventos UFC 169 y UFC 170, y se esperaba que encabezara este evento. Sin embargo, la pelea fue pospuesta de nuevo.
El evento estelar contó con una pelea por el campeonato de peso wélter de UFC entre Johny Hendricks y Robbie Lawler después de que Georges St-Pierre dejará vacante el título el pasado diciembre.
Se esperaba que Julianna Peña se enfrentara a Jéssica Andrade en este evento. Sin embargo, Peña se retiró de la pelea alegando una lesión en la rodilla y fue reemplazada por Raquel Pennington.
Se esperaba que Will Campuzano se enfrentara a Darrell Montague en este evento. Sin embargo, Montague se vio obligado a retirarse de la pelea citando una lesión y fue reemplazado por Justin Scoggins.
Se esperaba que Thiago Silva se enfrentara a Ovince St. Preux en este evento. Sin embargo, Silva se retiró de la pelea debido a la aprehensión policial y múltiples cargos de asalto agravado, que llevó a su posterior despido de la promoción. Silva fue sustituido por Nikita Krylov.
Se esperaba que Tor Troéng se enfrentara a Robert McDaniel en este evento. Sin embargo, Troéng fue obligado a salir de la pelea debido a una lesión y fue reemplazado por el recién llegado a UFC Sean Strickland.

## Resultados
1. ↑  Por el campeonato vacante de peso wélter de UFC.

## Premios extra
Cada peleador recibió un bono de $50,000:
- Pelea de la Noche: Johny Hendricks vs. Robbie Lawler
- Actuación de la Noche: Ovince St. Preux y Dennis Bermúdez